# District de Suiyang
Pour les articles homonymes, voir Suiyang.
Le district de Suiyang (睢阳区 ; pinyin : Suīyáng Qū) est une subdivision administrative de la province du Henan en Chine. Il est placé sous la juridiction de la ville-préfecture de Shangqiu.